# Турцизам
Турцизми су речи преузете из турског језика. Посебно су карактеристични за језике народа који су били под влашћу Османског царства (грчки, бошњачки, бугарски, македонски, српски, јерменски).
Неке од речи из арапског ( — „пасуљ”) и персијског (div/dēw — „див”) су преко турског (fasulye, dev) доспеле на Балкан, па се сматрају турцизмима.
Неки турцизми: авлија, алат, ала, ада, алманах , ат, ајвар, бакар, барјак, барака, бајат, боја, бубрег, бурек, буразер, будала, бунар, бардак, башта, батал, вала, веђа, чак, чаршав, чарапа, чичак, челик, чесма, чорба, чобанин, ћускија, ћуп, ћуфте, ћевап, ћуприја, ђулић, ћелав, ћилим, ћорав, дућан, дувар, див, дугме, дуван, делија, дернек, ексер, џеп, џем, џин, фитиљ, јастук, јогурт, јоргован, јок, јендек, капија, капак, кат, катанац , кавга, кајмак, кашика, кијамет, куршум, комшија, кула, кутија, кутак, кут, казан, лакрдија, мајмун, мерак, мемла, муштикла, муштерија, муштулук, мердевине, миндер, олук, одаја, ортак, памук, папуча, паре, пазар, патлиџан, пекмез, пенџер , пита, ракија, ршум, сандук, севап, сердар, сат, ујдурма, шал, шећер, таван, табан, тазе, торба, топ, занат, зејтин, хисар, хајдук, хас...
Неке речи се данас у турском језику употребљавају у другачијем смислу у односу на употребу у словенским језицима. Основе турских речи прилагођене су словенском изговору те добијају и словенске наставке. Присутна је и обратна појава: да се на словенску реч додаје турски наставак, на пример у речима безобраз-лук, сељак-лук, лопов-лук...
Турцизми су, у оквиру словенских језика, најчешћи на Балкану, код јужнословенских народа. У оквиру дијалеката различитих јужнословенских језика, дате а и многе друге речи користе се чешће или ређе. У одређеним крајевима, неки турцизми су архаизми, негде су у свакодневној употреби и немају замену у виду словенске речи, или је имају, али је она неприродна, негде су историзми, а негде су сасвим нестали.